# Burundi aux Jeux paralympiques
Le Burundi a participé pour la première fois aux Jeux paralympiques aux Jeux paralympiques d'été de 2008 à Pékin. Elle n'a remporté aucune médaille dans cette compétition.   